# Marian Kaczyński

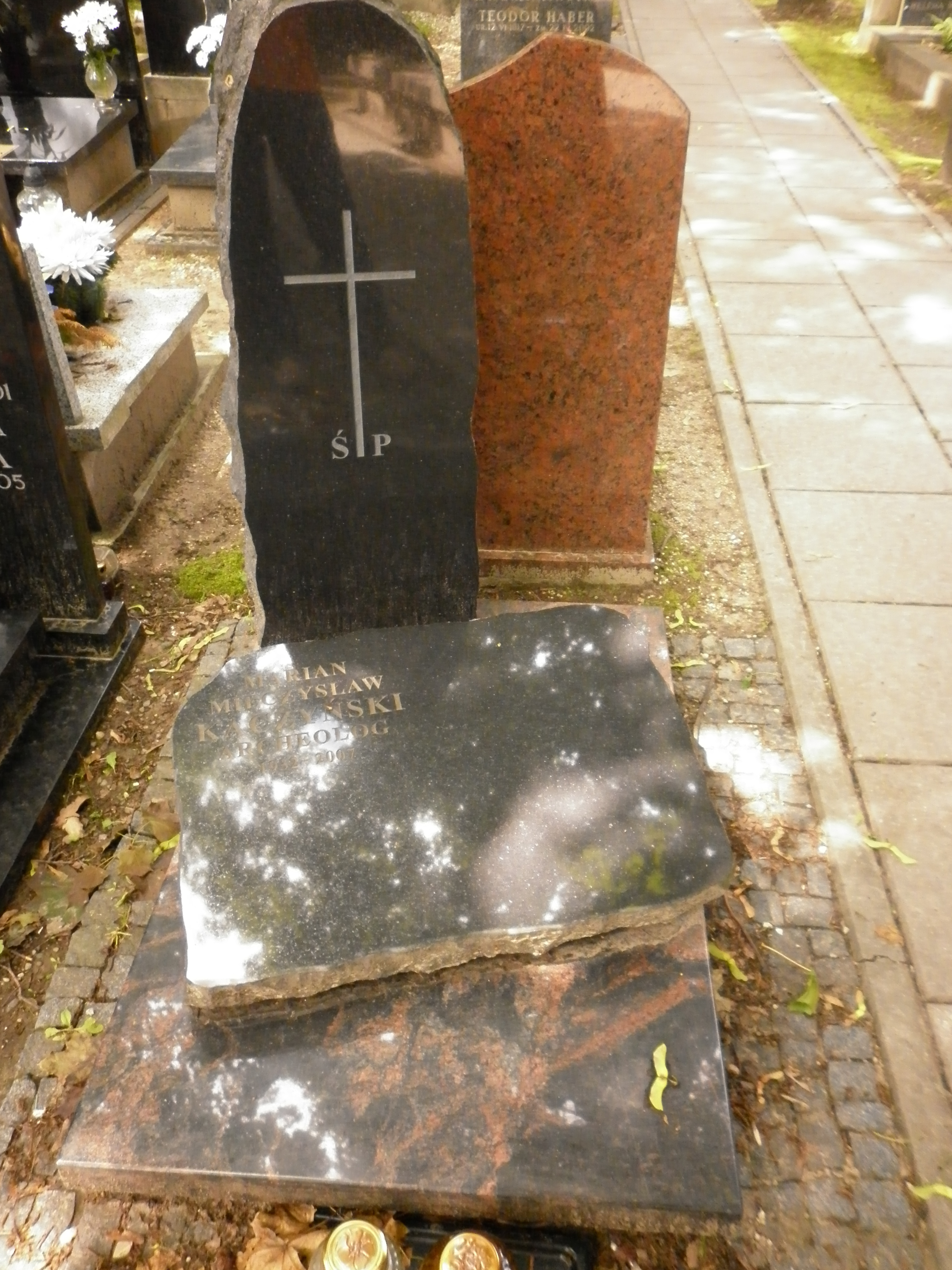
Grób Mariana Kaczyńskiego na Cmentarzu Wojskowym na Powązkach

Marian Mieczysław Kaczyński (ur. 1932, zm. 17 października 2007) – polski archeolog, znawca kultury ludów bałtyjskich, pionier archeologii bałtyjskiej w Polsce, jeden z pierwszych badaczy obszarów Suwalszczyzny i Mazur, muzeolog, znawca wystawiennictwa archeologicznego. 
Pochowany 26 października 2007 r., na Wojskowych Powązkach w Warszawie (kwatera E-8-16).